# Helmut Paul

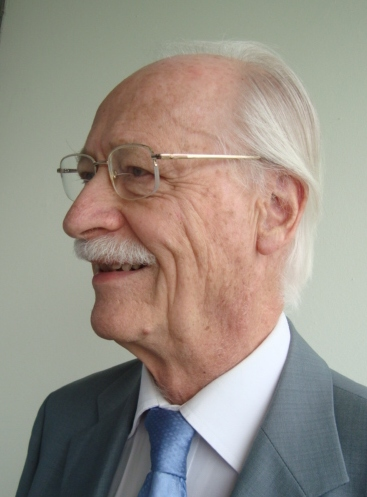
Helmut Paul (2014)

Helmut Paul (* 4. November 1929 in Wien; † 21. Dezember 2015 in Linz) war ein österreichischer Kern- und Atomphysiker. Als ordentlicher Professor für Experimentalphysik lehrte er an der Universität Linz von 1971 bis zu seiner Emeritierung 1996. Er war Rektor der Universität von 1974 bis 1977.

## Leben
Helmut Paul wurde 1929 als einziges Kind von Hans und Ilona Paul (geborene Just) in Wien geboren. Beide Eltern entstammten bürgerlichem Milieu. Der Vater war im Rechnungs- und Finanzbereich der Firma Siemens tätig, die Mutter war zunächst Hausfrau und später Dolmetscherin bei der amerikanischen Botschaft in Wien.
Helmut Paul war ein sehr guter Schüler, und frühzeitig wurde deutlich, dass er mathematisch begabt war. Die Gymnasialjahre, teils in Berlin, teils in Gmunden wurden in Wien mit der Matura 1947 abgeschlossen. Paul begann im Herbst 1947 das Studium der Physik und Mathematik an der Universität Wien. Zu seinen Mathematiklehrern zählten die weltberühmten Mathematiker Johann Radon und Edmund Hlawka; zu Radon und seiner Familie gab es auch freundschaftliche Beziehungen. Zu seinen Physiklehrern in Wien zählten Hans Thirring, Felix Ehrenhaft und später die Kernphysikerin Berta Karlik.
Das Studienjahr 1950/51 verbrachte Paul als Stipendiat des US State Department an der Graduate School der Purdue University in Lafayette, USA. Paul schrieb eine Master’s Thesis über die Ansprechwahrscheinlichkeit von Geigerzählern für Gammastrahlung und konnte dieses Studienjahr mit dem Grad eines Master of Science abschließen. Der Betreuer dieser Arbeit, Professor Rolf M. Steffen, teilte Paul mit, dass er ihn gerne als Doktoratsstudenten betreuen würde.
Schon im Frühjahr 1952 war Paul wieder zurück an der Purdue University, diesmal für das Doktorat (Ph.D.), das er im Dezember 1954 mit einer Arbeit abschloss über die Schwächung der Gamma-Gamma-Winkelkorrelation im radioaktiven Zerfall des Atomkerns eines Hafnium-Isotops durch die zeitlich variablen Felder in flüssigen Lösungen, in Abhängigkeit von der Temperatur. Nach der Rückkehr in Wien erhielt Paul eine Halbtagsstellung im Institut für Radiumforschung der Akademie der Wissenschaften, das von Professor Karlik geleitet wurde. Diese Anstellung war auch persönlich für Helmut Paul von großer Bedeutung. Er lernte die Sekretärin von Professor Karlik, Maria Elisabeth Mathis, kennen und lieben. Im Dezember 1956 verlobten sich Helmut Paul und Elisabeth Mathis, die Hochzeit fand im Juni 1957 statt. Der Ehe entsprossen drei Kinder.
Im Oktober 1957 trat Helmut Paul eine Stipendiatenstellung der Ford Foundation am CERN in Genf an, die ihm von Berta Karlik vermittelt worden war. Bei CERN war der erste Teilchenbeschleuniger, das Synchrozyklotron, gerade in Betrieb gegangen, und Paul konnte am ersten Experiment mitwirken, das mit diesem Apparat durchgeführt wurde. Es handelte sich um die Suche nach dem seltenen Zerfall des geladenen Pions in ein Elektron und ein Neutrino; der Zerfall wurde mit einer Wahrscheinlichkeit von 0,012 % relativ zum normalen Zerfall in Myon und Neutrino nachgewiesen.
Nach den zwei sehr fruchtbaren Jahren in Genf ging Paul ein drittes Mal nach Purdue, diesmal als Gastprofessor in Vertretung von Professor Steffen. Dort studierte er eine Beta-Gamma-Winkelkorrelation. Inzwischen wurde in Österreich ein neues Forschungszentrum in Seibersdorf bei Wien aufgebaut, an dem engere Fachkollegen aus dem Radiuminstitut (Rupert Patzelt) bzw. dem 2. Physikalischen Institut der Wiener Universität (Peter Weinzierl) tätig waren; Weinzierl bot ihm eine Position in Seibersdorf an, und Paul akzeptierte. Paul war von Oktober 1960 bis März 1971 im Seibersdorfer Zentrum tätig, unterbrochen durch einen vierten Amerikaaufenthalt, diesmal am Brookhaven National Laboratory auf Long Island (1965/66).
In Seibersdorf hatte Paul ein magnetisches Zwischenbild-Betaspektrometer zur Verfügung. Damit maß er die Formen von Betaspektren. Aber vor allem untersuchte er das Spektrometer selbst, um zu zeigen, dass die gemessenen Formen nicht durch Fehler des Instruments entstehen. Ein wesentlicher Teil seiner Arbeit galt einem Projekt zur Messung der Winkelkorrelation beim Betazerfall des Neutrons, einem schwierigen Projekt, das sich über Jahre hinzog und schließlich beendet wurde, als Paul nicht mehr in Seibersdorf war.
In Brookhaven versuchte Paul, eine mögliche Paritätsmischung in einem angeregten Zustand des radioaktiven Atomkernes eines Hafnium-Isotops nachzuweisen, der sich in einer kleinen Zirkularpolarisation der emittierten Gammastrahlung äußern würde. Das Resultat war negativ: Es wurde keine Zirkularpolarisation gefunden. Nebenbei publizierte Paul eine zusammenfassende Arbeit über die Formen von Betaspektren, die er schon in Seibersdorf begonnen hatte.
1970 erhielt Paul einen Ruf an die junge Hochschule für Sozial- und Wirtschaftswissenschaften (ab 1975: Johannes Kepler Universität) Linz für die neu gegründete ordentliche Professur für Experimentalphysik. Paul hatte die Chance, schon vor Antritt seiner Professur an der Planung für die Einrichtung des neu errichteten Physik-Gebäudes mitzuwirken. Da es noch keine experimentelle Lehrkanzel gegeben hatte, musste alles (Lehre, Werkstatt, Elektronik usw.) neu aufgebaut werden.
Am 1. April 1971 trat er seine Professur an. Bald wurde ein Teilchenbeschleuniger für 700 keV Protonen angeschafft (später auch ein Tandembeschleuniger), und in Zusammenarbeit mit O. Benka, D. Semrad, A. Kropf und anderen wurden atomphysikalische Experimente gemacht. Um die Linzer Gruppe international bekannt zu machen, wurden auf Pauls Initiative Workshops veranstaltet, zunächst drei über Ionisation innerer Atomschalen durch leichte Ionen. Eine von Paul mit J. Muhr bzw. O. Bolik erstellte Tabelle der Wirkungsquerschnitte für K-Schalen-Ionisation durch leichte Ionen ist im Internet verfügbar.
Nachdem Pauls Interesse sich dem Bremsvermögen geladener Teilchen in Materie (Stopping Power) zugewandt hatte, initiierte er wieder drei internationale Workshops über dieses Thema, mit dem sich D. Semrad, P. Bauer, R. Golser und andere Mitarbeiter schon länger intensiv beschäftigt hatten.
Im Juli 1995 fand in Linz die „Sixteenth International Conference on Atomic Collisions in Solids“ statt, mit Paul als Chairman; D. Semrad, P. Bauer, O. Benka fungierten als Editoren des Tagungsbandes.
Die Jahre in Linz waren eine sehr erfolgreiche Zeit für Paul. Neben Lehre und Forschung waren auch Pauls Management-Qualitäten geschätzt und gefragt. Pauls ausgeglichene und Vertrauen einflößende Persönlichkeit trug das Ihre dazu bei, dass Paul bereits 1972 Senator wurde. 1973 wurde er zum Dekan der naturwissenschaftlich-technischen Fakultät gewählt, und 1974 folgte die Wahl zum Rektor der Universität – für drei Jahre, bis 1977. 1985 wurde er neuerlich für zwei Jahre zum Dekan gewählt.
Nach der Emeritierung 1996 richtete sich Pauls Interesse auch auf medizinphysikalische Themen. Er war Koautor bei mehreren Berichten der International Commission on Radiation Units and Measurements (ICRU) und bei einem Bericht der International Atomic Energy Agency. Paul erhielt auch nach seiner Emeritierung 1996 Einladungen zu Vorträgen bei Fachtagungen im Ausland, besonders in die USA (zuletzt 2012), aber auch nach Brasilien (2011).
1990 begann Paul, eine Sammlung aller publizierten Bremsverlust-Daten für leichte Ionen, mit zahlreichen graphischen Darstellungen, aufzubauen und ins Internet zu stellen. Er dehnte die Sammlung auf alle positiven Ionen aus und hielt sie bis zu seinem Tod auf neuestem Stand. Wichtig war ihm, diese Daten mit verschiedenen Theorien statistisch zu vergleichen, um so die Güte der Daten (und der Theorien) beurteilen zu können. Seit 2015 wird die Stopping Power Database von der Nuclear Data Section der IAEA gepflegt.
Zu seinen privaten Interessen zählten ausgedehnte Reisen, die Teilnahme an einem Kirchenchor und die Arbeit an einer Familien-Genealogie.

## Werke (Auswahl)
- Liste der Publikationen seit 2000. Johannes Kepler Universität, abgerufen am 29. September 2017. (8. Februar 2024 nicht mehr zielführend.)